# Chepniers
Chepniers ist eine südwestfranzösische Gemeinde mit 694 Einwohnern (Stand: 1. Januar 2022) im Département Charente-Maritime in der Region Nouvelle-Aquitaine (vor 2016 Poitou-Charentes). Sie gehört zum Arrondissement Jonzac und zum Kanton Les Trois Monts. Die Einwohner werden Chepniacais genannt.

## Lage
Chepniers liegt etwa 50 Kilometer nordnordöstlich von Bordeaux an der Livenne. Umgeben wird Chepniers von den Nachbargemeinden Jussas im Nordwesten und Norden, Polignac im Norden und Nordosten, Sainte-Colombe und Pouillac im Nordosten, Montlieu-la-Garde im Osten und Süden, Bussac-Forêt im Süden und Südwesten sowie Corignac im Südwesten und Westen.

## Bevölkerungsentwicklung
| Jahr                       | 1962 | 1968 | 1975 | 1982 | 1990 | 1999 | 2008 | 2019 |
| Einwohner                  | 796  | 734  | 655  | 617  | 604  | 643  | 641  | 635  |
| Quellen: Cassini und INSEE |      |      |      |      |      |      |      |      |

## Sehenswürdigkeiten
- Kirche Saint-Étienne aus dem 12./13. Jahrhundert, frühere Kommende des Johanniterordens, seit 1935 Monument historique

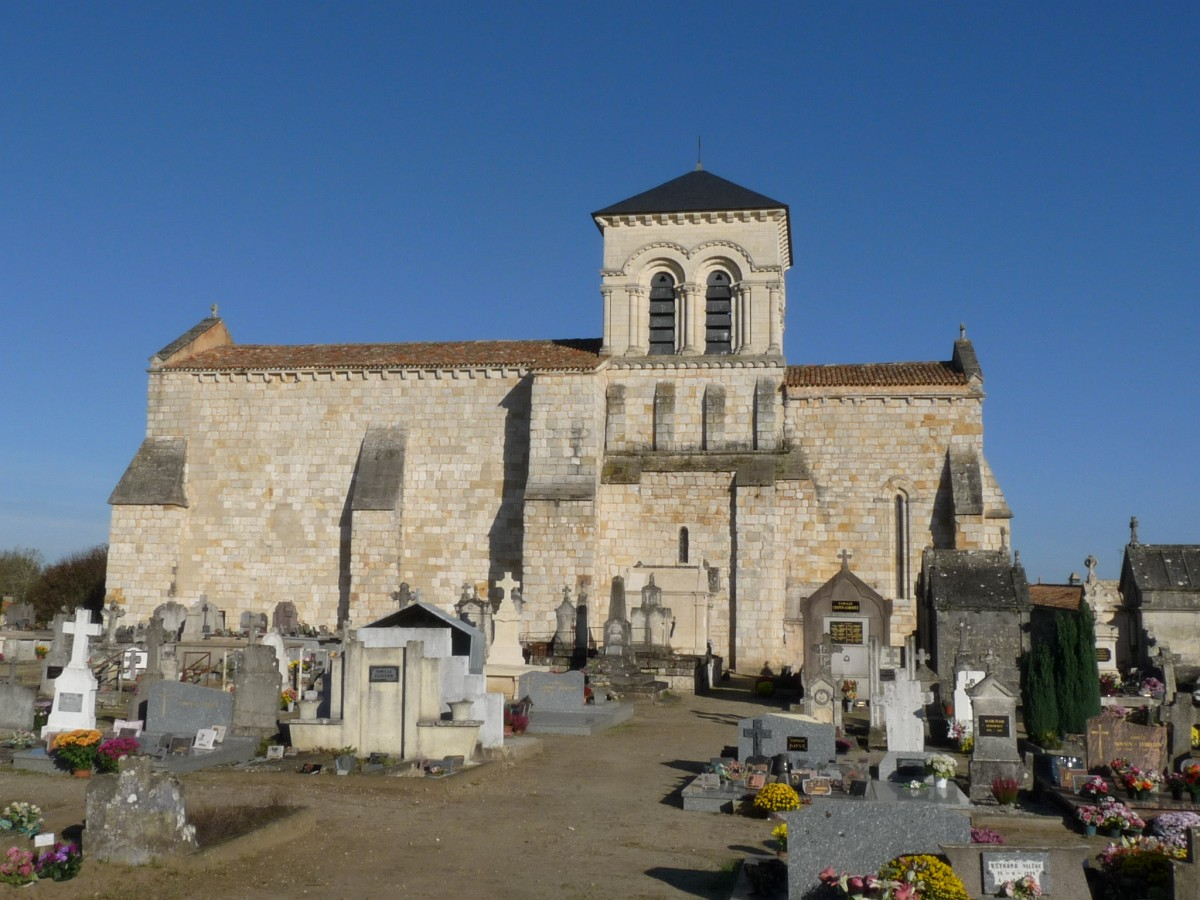
Kirche Saint-Étienne